# Airbus A330neo
L'Airbus A330neo és un avió de passatgers de fuselatge ample desenvolupat per Airbus a partir de l'Airbus A330 original (designat A330ceo). Els propietaris de l'actual A330 demanaren una versió nova de l'aeronau que tingués motors moderns com els que s'havien desenvolupat per al Boeing 787. Fou presentat el 14 de juliol del 2014 al Saló Aeronàutic de Farnborough amb la promesa d'una eficiència de combustible per seient un 14% més alta. El Rolls-Royce Trent 7000, un motor més gran, serà l'única opció de planta motriu. TAP Air Portugal fou l'operador de llançament de l'A330neo.

## Especificacions
|                                    | A330-800neo                        | A330-900neo                        |
| ---------------------------------- | ---------------------------------- | ---------------------------------- |
| Tripulació de coberta de vol       | Dos                                | Dos                                |
| Configuració en 3 classes          | 257                                | 287                                |
| Capacitat màxima de passatgers     | 406                                | 440                                |
| Amplada de la cabina de passatgers | 5,26 m                             | 5,26 m                             |
| Bodega de càrrega                  | 136,0 m³                           | 162,8 m³                           |
| Capacitats de càrrega              | 27 LD3 o 8 palets + 3 LD3          | 33 LD3 o 9 palets + 5 LD3          |
| Longitud                           | 58,82 m                            | 63,66 m                            |
| Alçada                             | 17,39 m                            | 16,79 m                            |
| Longitud alar                      | 64 m                               | 64 m                               |
| Pes màxim a l'envol (MTOW)         | 251 tones                          | 251 tones                          |
| Pes màxim sense combustible(MZFW)  | 176 tones                          | 181 tones                          |
| Capacitat de combustible           | 139.090 litres, 111.272 kg         | 139.090 litres, 111.272 kg         |
| Velocitat màxima                   | 0,86 Mach (918 km/h)               | 0,86 Mach (918 km/h)               |
| Abast                              | 8.150 milles nàutiques / 15.094 km | 7.200 milles nàutiques / 13.334 km |
| Altitud màxima de vol              | 41 450 peus (12.634m)              | 41 450 peus (12.634m)              |
| Motors (×2)                        | Rolls-Royce Trent 7000-72          | Rolls-Royce Trent 7000-72          |
| Empenyiment (×2)                   | 324,0 kN (A l'enlariament)         | 324,0 kN (A l'enlariament)         |